# Salazie

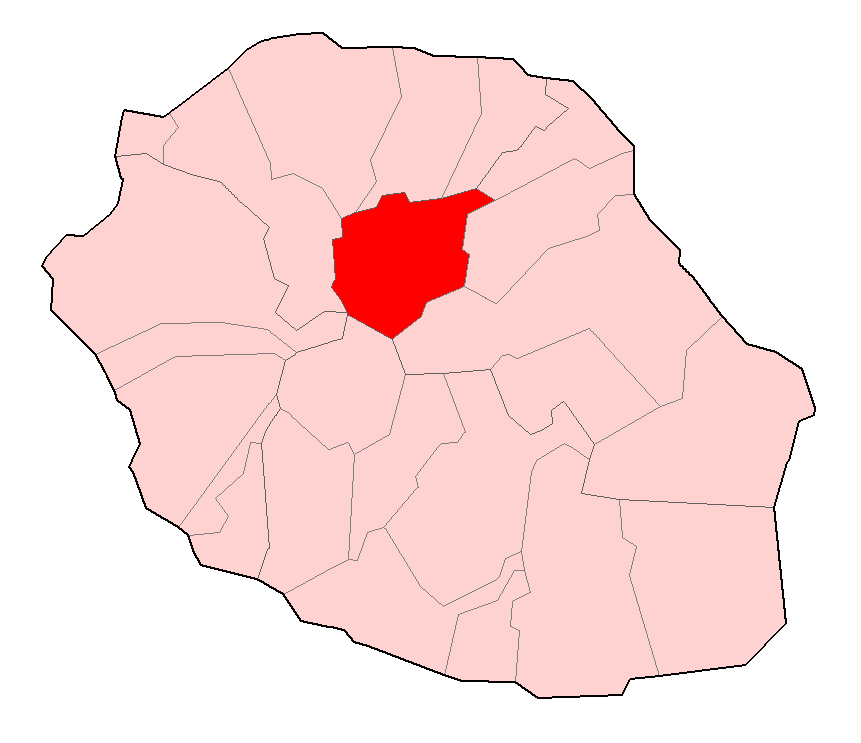
Ligging van de gemeente op het eiland

Salazie is een gemeente in Réunion en telt 7400 inwoners (2005). De oppervlakte bedraagt 103,82 km², de bevolkingsdichtheid is 71 inwoners per km².
Salazie is ligt op de rand van de Cirque de Salazie, een van de drie grote caldeira's van het massief van de Piton des Neiges. Het is enkel bereikbaar via de weg RD48. 
De neogotische kerk Notre-Dame-de l'Assomption werd gebouwd in de 20e eeuw.
Het dorp Hell-Bourg, onderdeel van de gemeente, is lid van Les Plus Beaux Villages de France. Het ligt tussen de bossen aan de voet van de berg Piton d'Anchaing (1356 m). In het dorp staan verschillende huizen uit het midden van de 19e eeuw. In die tijd hadden rijke inwoners van het eiland een buitenverblijf in het dorp
(Sortering op regio > departement (vet) > gemeente)